# Mara Jade
Mara Jade è un personaggio dell'Universo espanso di Guerre stellari. Al di fuori dei fumetti, è stata interpretata dalla modella Shannon McRandle, sul cui aspetto gli autori si sono basati nel creare i romanzi e i fumetti.
Nelle opere in cui compare, Mara Jade è descritta come una donna capace. Inizialmente ricopre l'incarico di Mano dell'Imperatore, poi diventa contrabbandiera e in seguito una maestra Jedi. Come servitrice di Palpatine, Mara svolge il volere dell'Imperatore, uccidendo molte persone come richiesto. Dopo la morte di Palpatine Mara riceve un ultimo ordine, riguardante la morte di Luke Skywalker, ma invece di ucciderlo si deve alleare con lui per sconfiggere il clone impazzito del maestro Jedi Joruus C'baoth. Jade si allea poi con Talon Karrde, diventando una dei suoi migliori agenti. Dopo un periodo di separazione, Mara e Luke si innamorano, sposandosi nel 19 ABY.

## Creazione e aspetto
Il personaggio di Mara Jade venne concepito dallo scrittore Timothy Zahn all'interno della trilogia di Thrawn. Nell'opera Mara è un'ex Mano dell'Imperatore, un agente imperiale di comprovata lealtà che esegue missioni di elevata segretezza per conto di Palpatine, ma che, dopo la sconfitta del suo padrone, ha iniziato a collaborare con il contrabbandiere Talon Karrde perseguendo un personale desiderio di vendetta nei confronti dell'assassino dell'Imperatore, Luke Skywalker. Zahn ideò la Mano dell'Imperatore riallacciandosi all'ultimo film della trilogia originale, Il ritorno dello Jedi, ipotizzando che un simile agente sarebbe potuto essere inviato da Palpatine per uccidere Luke quando si fosse presentato al palazzo di Jabba the Hutt per salvare Ian Solo. Immaginandosi la Mano come qualcuno di estremamente capace, in grado di affrontare i poteri Jedi di Luke e al di fuori delle solite gerarchie di potere, lo scrittore diede infine forma al personaggio di Mara Jade.
Mara Jade è stata interpretata da diverse donne. La più conosciuta è la modella Shannon McRandle, che ha posato per il gioco di carte di Guerre stellari realizzato dalla Decipher nel 1999. Tutte le opere seguenti hanno raffigurato il personaggio seguendo l'aspetto di McRandle e lei stessa ha partecipato negli anni a decine di convention rappresentando il personaggio di Mara.

## Storia

### Vita iniziale
Mara Jade nacque nel 17 BBY durante un periodo di grande instabilità, quando il nuovo Imperatore Palpatine e il suo apprendista, Dart Fener, stavano completando l'opera di annientamento dell'Ordine Jedi. Palpatine la sottrasse ai genitori, e la portò a Coruscant ancora bambina, per essere addestrata nell'uso della Forza, anche se ufficialmente era una delle danzatrici del palazzo dell'Imperatore. L'Imperatore la trasformò in un'agente dell'Impero.

### Mano dell'Imperatore
Mara Jade diventò in breve tempo un'agente dell'Impero, una degli assassini personali dell'Imperatore. Nonostante esistessero molte Mani dell'Imperatore, Mara era ignara dell'esistenza delle altre. Grazie alla sua connessione profonda con la Forza poteva sentire la voce di Palpatine in qualsiasi punto della galassia tramite un collegamento telepatico. Mara Jade portò a termine numerose missioni di assassinio, in cambio di lusso, conoscenze di alto loco, e denaro.
Prima della Battaglia di Yavin, Palpatine le ordinò di recuperare informazioni per Dart Fener, in modo che il Signore dei Sith potesse trovare ogni Jedi sopravvissuto all'Ordine 66, come la Donna Oscura. Mara diventò in breve invidiosa di Fener e percepì qualcosa di divisivo in lui, perché non capiva la base per la sua ossessione riguardante Luke Skywalker. Mara iniziò a sperare che Fener prima o poi tradisse l'Imperatore, così da poterlo giustiziare e prendere il suo posto di apprendista.
Negli anni seguenti la Battaglia di Yavin e prima della Battaglia di Hoth, Mara spiò Dart Fener e consegnò dei rapporti sulle sue azioni, arrivando persino a spiarlo durante l'attacco dei templi massassi su Yavin 4. Mara diventò conscia della preoccupazione che Palpatine stava mostrando nei confronti del ribelle Luke Skywalker; Mara venne mandata al palazzo di Jabba the Hutt su Tatooine, mascherata come danzatrice sotto il falso nome Arica, per attendere Skywalker. Melina Carniss, membro della sicurezza di Jabba, sospettò della donna e la fece imprigionare sotto l'accusa di voler attentare alla vita dello hutt. Mara non riuscì a portare a termine la missione in quanto Luke riuscì a fuggire.
Durante la Battaglia di Endor, Mara vide la morte dell'Imperatore attraverso la Forza. Dart Fener e Luke Skywalker erano presenti, e agli occhi di Mara sembrò che fossero stati entrambi ad uccidere l'Imperatore. In seguito alla frammentazione dell'Impero, in lotte di potere tra i Moff, Mara venne catturata e imprigionata da Ysanne Isard. Jade riuscì a fuggire in seguito mascherandosi da profuga. Il suo odio per Skywalker bruciava nel suo petto, spendendo molto tempo nella ricerca dello Jedi. Mara era inconsapevole del fatto che il comando telepatico di Palpatine era alla base del suo odio, rendendola più forte di quando avesse avuto alcun desiderio di vendetta. La sua vita di lusso era terminata con la morte di Palpatine, e le sue capacità nella Forza si erano diradate. Mara si rassegnò a svolgere lavori strani e scomodi.

### Contrabbandiera
La fortuna per Mara iniziò quando salvò la vita del barone contrabbandiere Talon Karrde da un'imboscata su Varonat, dove perse la vita il secondo di Karrde, Quelev Tapper. Karrde fu così colpito dall'abilità di Mara che le offrì un lavoro subito. Mara entrò a far parte della organizzazione di Karrde nella seconda metà dell'8 ABY. Nei primi sei mesi del suo lavoro con Karrde, Jade salì di rango nella organizzazione con velocità impressionante, grazie alle sue abilità. Nel suo futuro promettente si intromise Luke Skywalker, l'uomo che aveva promesso di uccidere. Si incontrarono nel 9 ABY su una base di Myrkr, dove le creature chiamate Ysalamiri avevano nullificato le abilità nella Forza di Luke. Jade era inizialmente intenzionata ad ucciderlo, ma una serie di eventi li costrinse a collaborare per salvarsi. Karrde e la sua organizzazione fuggirono da Myrkr a causa di un'ingente taglia posta sulla loro testa.
Skywalker capì che Mara non stava agendo di propria volontà, ma stava seguendo un messaggio telepatico di Palpatine. Jade iniziò a capirlo, che stava venendo usata per compiere una vendetta contro Dart Fener. Skywalker promise di aiutarla, e il suo altruismo colpì Mara in maniera notevole. La soluzione venne trovata quando i due affrontarono Joruus C'baoth, un clone impazzito di un vecchio Jedi. Luke dovette affrontare anche un clone di sé stesso, Luuke Skywalker, costruito con il DNA della mano che Luke aveva perso nel duello con Dart Fener su Città delle nuvole e armato della spada laser perduta da lui su Bespin. Mara uccise il clone di Luke, liberandosi dall'ordine del Signore dei Sith e trovando pace. Mara riuscì anche a uccidere Cbaoth, scansando i Fulmini di Forza. Luke salvò Mara dalla esplosione di fulmini risultata dalla morte del clone. Luke diede alla sua nuova amica la spada blu, un tempo appartenuta ad Anakin Skywalker.

### Cavaliere Jedi
Dieci anni dopo la Battaglia di Yavin, Mara venne a trovarsi sotto la tutela di Kyle Katarn nel campo di battaglia di Altyr V quando la Nuova Repubblica ricevette bombardamenti da due asteroidi artificiali e un attacco da parte dell'Imperial Remnant. Kyle Katarn riuscì a respingere l'attacco e distrusse entrambi gli asteroidi. Mara giunse su Dromund Kaas.
Mara era ora da sola. Dovette negoziare con Ka'Pa the Hutt riguardo ai rifornimenti della Repubblica. Dopo una missione di recupero di un oggetto cui Ka'Pa teneva molto, lo hutt aiutò la Repubblica. Dopo una missione di recupero di uno holocron, Mara finalmente giunse di nuovo su Dromund Kaas per vedere ciò che era successo a Kyle Katarn. Giunse al tempio Oscuro, dove trovò Katarn immerso totalmente nel Lato Oscuro. Maestro e allieva duellarono ma Mara riuscì a farlo indietreggiare all'interno delle catacombe. All'ultimo scontro Mara spense la spada laser e si arrese, facendo capire a Kyle che la sua strada era sbagliata. Nell'11 ABY, Mara ritornò al Praxeum su Yavin IV, dove aiutò Katarn, ora un Maestro Jedi, a difendere il tempio dallo spirito di Exar Kun.
Con il tempo Mara e Luke continuarono a lavorare assieme in diverse situazioni importanti. Mara inizialmente non volle stare al Tempio su Yavin IV a causa dei metodi che Luke usava per addestrare gli allievi e per il modo in cui era strutturata l'Accademia. In missione investigativa, Mara e Luke capirono di essersi innamorati l'uno dell'altra. Si sposarono su Coruscant, dopo il trattato di pace firmato con l'Impero. Mara continuò il suo approfondimento degli studi sulla Forza e diventò una Maestra Jedi. Mara scelse Jaina Solo come allieva da istruire. Dopo il matrimonio, Mara terminò il contratto che aveva con Talon Karrde per dedicarsi completamente al suo addestramento da Jedi.

### Guerra degli yuuzhan vong
Durante una cerimonia diplomatica su Monor 2, Mara svolse la funzione di guardia del corpo per uno dei diplomatici. Nom Anor infettò tutti i presenti segretamente attraverso le spore coomb, un bio-agente venefico degli yuuzhan vong. Quasi tutti gli infetti morirono, e Mara riuscì a sopravvivere grazie all'uso della Forza, ma una cura efficace non venne trovata. Su Belkadan, Luke e Mara decisero di investigare assieme, scoprendo che il pianeta era stato devastato dalla vongformazione accaduta a causa degli invasori. Mara percepì che la sua malattia era correlata alla devastazione accaduta. Fu la prima degli Jedi ad affrontare uno degli invasori yuuzhan vong.
Su Dantooine, Mara venne curata da Vergere, una Jedi della specie Fosh le cui "lacrime" avevano proprietà curative. Siccome le relazioni tra Jedi e Repubblica erano decisamente peggiorate, Luke e Mara si videro costretti a fuggire per evitare di essere arrestati sotto ordine di Borsk Fey'lya. Si nascosero sulla Errant Venture. Durante il periodo di fuga la condizione di Mara peggiorò di nuovo in quanto l'effetto delle lacrime era terminato. Con l'aiuto del marito riuscì a sconfiggere la malattia e nacque il bambino, che venne chiamato Ben Skywalker. Borsk Fey'lya ritirò in seguito il mandato di arresto e gli Skywalkers si trasferirono su Eclipse, un mondo sicuro e base degli Jedi. Dopo la nascita di Ben, Mara diventò iperprotettiva, per timore di soffrire la stessa sensazione che Leila Organa aveva subìto con la morte di Anakin Solo.

### Crisi del Covo Nero
Mara vide il figlio Ben separarsi dalla Forza a causa del dolore che aveva percepito durante la guerra, e questo rese difficile localizzarlo attraverso essa. Anche cinque anni dopo il piccolo rifiutava di usare la Forza, un disturbo che i genitori non sapevano come curare. Mara e Kyp Durron erano a capo di una fazione che credeva che gli Jedi non dovessero essere responsabili della protezione della Alleanza Galattica, ma dovessero interessarsi ad una visione più grande di ciò che accadeva nella galassia. L'altra fazione, comandata da Kenth Hamner e Corran Horn, credeva che gli Jedi avessero l'obbligo di prestare attenzione completa all'Alleanza, in quanto aveva finanziato l'Ordine e costruito il nuovo Tempio Jedi.
Le tensioni tra i due gruppi vennero sedate dal loro capo, Luke Skywalker. Sotto la sua guida l'ordine mantenne la pace, ma commise l'errore di non creare una struttura di potere all'interno. Queste mancanze si rivelarono con l'inizio della Guerra dello Sciame. I chiss contattarono subito il Capo di Stato della Alleanza Galattica Cal Omas, che a sua volta parlò con Skywalker. Mara, Luke, Ben e la coppia dei Solo andarono in cerca del Jedi rinnegato. Quando lo incontrarono vennero attaccati da dei killik di colore blu-nero che UnuThul, la nuova persona di Raynar Thul, pareva non conoscesse. Ben diventò amico di un killik Gorog, credendolo un semplice animale da compagnia. Il killik stava tentando di "lavare il cervello" al bambino per farlo unire al Covo Nero; Mara scoprì l'inganno e uccise il killik.

### Guerra dello sciame
Luke e Mara ritornarono immediatamente all'Accademia Jedi su Ossus per mandare un messaggio tramite la Forza all'Ordine intero. Mara sostenne la decisione di Luke di porsi come Gran Maestro dell'Ordine Jedi per controllare meglio tutte le operazioni da svolgere. Mara e Luke scoprirono un messaggio segreto olografico in R2-D2 con l'aiuto di un esperto hacker, Zakarisz Ghent. Il messaggio conteneva diverse scene riguardanti la morte di Padmé Amidala per mano di Anakin Skywalker. Mara scoprì anche che Jacen Solo aveva cancellato parzialmente la memoria di Ben Skywalker, accettando la falsa spiegazione riguardo al fatto che Jacen lo fece per proteggerlo (e non per nascondere la verità riguardo all'avere una figlia, in segreto, con Tenel Ka). Mara fu uccisa da Jacen Solo, divenuto il nuovo Signore dei Sith Darth Caedus, nel 40 ABY su Kavan.

## Abilità
Mara Jade è abile nell'uso del blaster e nel combattimento a mani nude. È un'eccezionale pilota, al pari di Luke Skywalker. Mara, grazie alla sua esperienza tra le file di Palpatine, diventa un'abilissima spia in grado di scovare informazioni da altre persone e in grado di penetrare negli edifici senza fare rumore. Anche se riceve solo un addestramento di base, le sue abilità con la Forza e spada laser sono ottimali. È in grado di "sentire" la voce di una persona a cui è legata attraverso la Forza. Diventando una dei maestri più potenti nell'Ordine, Mara riesce a scacciare la malattia mortale portatale dagli yuuzhan vong e a far nascere il figlio Ben.